# Рудна Глава (містечко)
Рудна Глава (Rudna Glava) — маленьке містечко в общині Майданпек, Східна Сербія.

## Археологія
У Рудній Главі знаходиться найдавніша шахта для видобутку металу в Європі. Виявлені археологічні свідчення (ознаки гірничих розробок, поселення гірників, хрестові мідні сокири для руйнування порід та ін.), що вможливлює припущення про наявність у цьому регіоні Балкан у часи енеоліту розвинутого гірництва.

## Населення
Станом на 2002 у містечку проживало 2309 людей.
Кількість мешканців по роках:
- 1948: 2.863
- 1953: 3.010
- 1961: 3.215
- 1971: 3.088
- 1981: 2.887
- 1991: 2.549